# Jacky Alders
Jacky Alders (Neerpelt, 28 januari 1956) is een Belgische voormalige kajakker.

## Levensloop
Alders nam deel aan twee Olympische Spelen, die van 1976 en van 1980.
In 1976, op de Zomerspelen in Montreal werd hij uitgeschakeld in de halve finale in de K4 - 1000 m. Voorts was de K4 aldaar samengesteld uit Paul Stinckens, Jos en Paul Broekx. In 1980 werd hij in Moskou uitgeschakeld in de herkansingen voor de K2 - 500 m. Hij vormde er een duo met Gaëtan Frys.